# Piornal (kommunhuvudort)
Piornal är en kommunhuvudort i Spanien.   Den ligger i provinsen Provincia de Cáceres och regionen Extremadura, i den centrala delen av landet, 190 km väster om huvudstaden Madrid. Piornal ligger 1 181 meter över havet och antalet invånare är 1 528.
Terrängen runt Piornal är kuperad åt sydväst, men åt nordost är den bergig. Piornal ligger uppe på en höjd. Runt Piornal är det ganska tätbefolkat, med 58 invånare per kvadratkilometer. Närmaste större samhälle är Jaraíz de la Vera, 10,2 km sydost om Piornal. 